# Joel Cwik
Joel Cwik (* 10. April 2006) ist ein deutsch-polnischer Basketballspieler.

## Laufbahn
Joel Cwik begann seine Basketballkarriere im Jugendbereich von Ratiopharm Ulm. Er trat 2010 in die Nachwuchsabteilung des Ulmer Vereins ein und entwickelte sich über die Jahre zu einem vielversprechenden Shooting Guard. Cwik spielte in den folgenden Jahren auch in verschiedenen Jugendmannschaften auf nationaler Ebene. Während seiner Laufbahn in Ulm wurde er unter anderem zum Defensive Player of the Year sowie zum Final Four MVP ausgezeichnet.
Im Jahr 2024 wechselte Cwik in die polnische Liga zu Arka Gdynia.